# Chartreuse de Nantes
La chartreuse Saints-Donatien-et-Rogatien était un ancien monastère de Chartreux, qui était situé rue du maréchal Joffre, à peu près à l'endroit où est situé aujourd'hui le couvent de la Visitation, dans le faubourg Saint-Clément à Nantes.

## Histoire
La chartreuse est fondée sous le titre des Saints-Donatien-et-Rogatien par le connétable de France,  Arthur III de Bretagne, reconnaissant envers le prieur des chartreux de Paris qui lui a prédit la prise de Meaux en août 1439,.
Le 11 octobre 1445, Arthur fait signer la charte de fondation du monastère pour 13 religieux, au duc François Ier de Bretagne, son neveu et la présente, le 11 novembre 1445, à l'évêque de Nantes, Guillaume de Malestroit. Une bulle est promulguée le 29 mars 1446 par le pape Eugène IV. Par un décret du 27 juillet 1446, le duc François Ier de Bretagne, leur donne une ancienne collégiale, dans les faubourgs de Saint-Clément. Le 14 octobre 1446, la première pierre du monastère est posée par le duc François en présence d'Arthur, .
L'église est consacré le 16 août 1459 par Denis de La Lohérie, évêque de Laodicée-en-Syrie (de), en résidence à Nantes. Arthur III de Bretagne, devenu duc de Bretagne y est inhumé, ainsi que sa 3e épouse Catherine de Luxembourg-Saint-Pol qui a fait achever les cloîtres.
En 1603, le prieuré de Saint-Léonard d’Iseron, à Vallet détaché de l'abbaye de Saint-Michel-en-l'Herm, lui est uni.
Le 13 février 1790, l'assemblée constituante prononce l'abolition des vœux monastiques et la suppression des congrégations religieuses. La communauté, composé de douze profès, un frère convers et un oblat, est dispersée en juin 1791 ; la majorité de ses membres émigre en Espagne, à Bilbao notamment. Le monastère et les biens des chartreux sont confisqués et vendue comme biens nationaux.

## Moines notables

### Prieurs
- 1446-1448: Hervé du Pont (†1448), recteur puis premier prieur.

- 1448-1455 : Jean de Plaisance ou Jean Plaisant (†1456), originaire du Bourbonnais, il fait profession à la Chartreuse de Pierre-Châtel, prieur de cette maison dès 1409. Il le reste jusqu’en 1435, mais, de 1414 à 1421, il n'est que titulaire, s’étant rallié à Benoît XIII en Espagne. Il était en même temps convisiteur, puis visiteur de la province de Bourgogne. En 1436, il devient prieur de Paris, puis protoprieur de Nantes en 1438 et visiteur de la province de France. Déposé à cause de ses infirmités en 1455, il meurt l’année suivante. Il a joui d’une très grande faveur auprès du duc Amédée VIII de Savoie, pour qui il fait plusieurs ambassades, au grand mécontentement de l’ordre.

- vers 1456 : Jean Champaigne[9].

- 1481 : Antoine Parcelli[10].

- vers 1482 : Pierre Le Lyénier

- 1560 : Pierre Camo[10].

- 1598-1602 : Richard Beaucousin (1561-†1610), né à Paris d’une famille de robe, il est d’abord avocat. Il entre à la chartreuse de Paris, âgé de trente ans. En 1592, il est nommé vicaire et exerce une influence spirituelle étendue, notamment sur le cercle de Barbe Acarie. Nommé prieur de Nantes en 1598 devant les plaintes, en 1602 il est  envoyé prieur de Cahors où il meurt le 8 août 1610, après avoir été mêlé à la vocation de la princesse Antoinette d’Orléans-Longueville[11].

- 1641 : Adrian. de la Rus[10].

- 1660 : Franc, Gordes[10].

- 1681 : Claud. Le Moine[10].

- 1696 : Rogatian L'Evesque, alias Nannet[10].

- Fougereux (†1709), né à Tours, profès du Liget,  visiteur de sa Province pendant près de 30 ans, prieur de la Chartreuse de Nantes, il s'est fait déposer lorsqu'il perdit la vue[12].

- 1728 : Joseph Ravenel[10].

- 1738 : Ægid. de Loussi[10].

- 1750 : J.-B. de la Vau, prieur et visiteur de la province de France-sur-Loire[10].

- 1750 : Hugo Pépin[10].

- 1790 : François-Alexis (1727-1806) L'Honoré, dernier prieur[13].

## Nécropole
- Arthur III de Bretagne : Ces restes furent ensuite transférés dans la chapelle Saint-Clair, à la cathédrale dans le tombeau de François II en 1817[14].
- Catherine de Luxembourg-Saint-Pol
- : Charles de Gondi, marquis de Belle-Isle, tué au Mont Saint-Michel, en 1546[6].
- : Claude de Cornulier (†1681), seigneur de Lucinière, abbé commendataire de Blanche-Couronne, prieur du Hézo[6].

## Patrimoine foncier
En 1544, les chartreux achètent des vignes entre le monastère et l'Erdre, rue de Monfoulon (47° 13′ 27″ N, 1° 32′ 55″ O) et les vignes de « la Godivelle», rue du colonel Boutin,.
En 1651, ils achètent la terre de la Bouteillerie. En 1776, ceux-ci cèdent deux journaux de ce terrain pour y faire le Cimetière La Bouteillerie, commun à toutes les paroisses de Nantes.
Les chartreux possèdent les marais de Barbin, le long de l'actuel quai de Barbin, ainsi que des terres et biens à Nantes, rue du Coudray, à Paimboeuf, à Saint-Père-en-Retz, à Frossay, à Saint-Viaud, à Chauvé, au Cluon, à Savonnières, à La Chevrolière, à La Remaudière.